# Línea 650B (Interurbanos Madrid)
La línea 650B de la red de autobuses interurbanos de Madrid une de forma circular los municipios de Pozuelo de Alarcón, Majadahonda y el Hospital Puerta de Hierro en el sentido contrario al de las agujas del reloj. El sentido contrario lo proporciona la línea 650A.

## Características
Fue puesta en servicio el 1 de julio de 2020, cuando la línea 650 se transformaba de nuevo en una línea circular.
Siguiendo la numeración de líneas del CRTM, las líneas que circulan por el corredor 6 son aquellas que dan servicio a los municipios situados en torno a la A-6 y comienzan con un 6. Aquellas numeradas dentro de la decena 650 corresponden a aquellas que circulan por Pozuelo de Alarcón y Majadahonda.
La línea no mantiene los mismos horarios todo el año, desde el 1 al 31 de agosto se reducen el número de expediciones los días laborables entre semana (sábados laborables, domingos y festivos tienen los mismos horarios todo el año), además de los días excepcionales vísperas de festivo y festivos de Navidad en los que los horarios también cambian y se reducen.
Está operada por Avanza Movilidad Integral mediante la concesión administrativa VCM-601 - Madrid – Pozuelo de Alarcón –  Majadahonda – Alcorcón (Viajeros Comunidad de Madrid) del Consorcio Regional de Transportes de Madrid.

## Horarios

### 1 septiembre - 31 julio
| 1 septiembre - 31 julio    |                                         |
| Lunes a viernes laborables | Sábados laborables, domingos y festivos |
| 06:30                      | 07:30                                   |
| 07:10                      | 08:50                                   |
| 07:50                      | 10:10                                   |
| 08:30                      | 11:30                                   |
| 08:50                      | 12:50                                   |
| 09:10                      | 14:10                                   |
| 09:50                      | 15:30                                   |
| 10:10                      | 16:50                                   |
| 10:30                      | 18:10                                   |
| 11:10                      | 19:30                                   |
| 11:30                      | 20:50                                   |
| 11:50                      | 22:10                                   |
| 12:30                      |                                         |
| 13:10                      |                                         |
| 13:50                      |                                         |
| 14:30                      |                                         |
| 15:10                      |                                         |
| 15:50                      |                                         |
| 16:30                      |                                         |
| 17:10                      |                                         |
| 17:50                      |                                         |
| 18:30                      |                                         |
| 19:10                      |                                         |
| 19:50                      |                                         |
| 20:30                      |                                         |
| 21:10                      |                                         |
| 21:50                      |                                         |
| 22:30                      |                                         |
| 23:10                      |                                         |
| 00:30                      |                                         |

### 1 - 31 agosto
| 1 - 31 agosto              |                                         |
| Lunes a viernes laborables | Sábados laborables, domingos y festivos |
| 06:30                      | 07:30                                   |
| 07:55                      | 08:50                                   |
| 09:20                      | 10:10                                   |
| 10:45                      | 11:30                                   |
| 12:10                      | 12:50                                   |
| 13:35                      | 14:10                                   |
| 15:00                      | 15:30                                   |
| 16:25                      | 16:50                                   |
| 17:50                      | 18:10                                   |
| 19:15                      | 19:30                                   |
| 20:40                      | 20:50                                   |
| 22:05                      | 22:10                                   |

Paso por el Hospital Puerta de Hierro aproximadamente 30 minutos después de su salida de Pozuelo. Duración del recorrido circular completo aproximadamente 75 minutos.

## Recorrido y paradas
| Código | Parada                                      | Común con                                             | Conexiones con Cercanías | Municipio          | Zona |
| ------ | ------------------------------------------- | ----------------------------------------------------- | ------------------------ | ------------------ | ---- |
| 10006  | C.º Cerro de Los Gamos - Est. El Barrial    | 563 565 650A                                          | El Barrial               | Pozuelo de Alarcón |      |
| 6225   | Avenida Victoria-Virgen de los Olmos        | 163 651 652 653 654                                   |                          | Madrid             |      |
| 6226   | Avenida Victoria-Sáinz de la Calleja        | 163 651 652 653 654                                   |                          | Madrid             |      |
| 06227  | Av. Victoria - Cimarra                      | 651 652 653 654                                       |                          | Madrid             |      |
| 6228   | Avenida Victoria-Federico Agustí            | 163 651 652 653 654                                   |                          | Madrid             |      |
| 6229   | Avenida Victoria-Avenida Estación           | 163 651 652 653 654                                   |                          | Madrid             |      |
| 06230  | Ctra. Plantío - Club de Tenis               | 651 652 653 654                                       |                          | Majadahonda        |      |
| 09094  | Ctra. Plantío - Urb. La Sacedilla           | 651 652 653 654                                       |                          | Majadahonda        |      |
| 07304  | Ctra. Plantío - Est. Majadahonda            | 651 652 653 654                                       | Majadahonda              | Majadahonda        |      |
| 06232  | Ctra. Plantío - Los Sauces                  | 567 626A 651 652 2                                    |                          | Majadahonda        |      |
| 06233  | Ctra. Plantío - Novotiendas                 | 567 626A 651 652 2                                    |                          | Majadahonda        |      |
| 06234  | Ctra. Plantío - Cerro del Aire              | 567 626A 651 652 2                                    |                          | Majadahonda        |      |
| 06235  | Doctor Calero - Nicaragua                   | 567 626A 651 652 2                                    |                          | Majadahonda        |      |
| 06236  | Doctor Calero - Jardinillos                 | 561 561A 626 626A 651 652                             |                          | Majadahonda        |      |
| 06178  | Av. Doctor Marañón - Pza. Laguna Vieja      | 626A 652                                              |                          | Majadahonda        |      |
| 11857  | Av. Doctor Marañón - Dr. Jiménez Díaz       | 626A 652                                              |                          | Majadahonda        |      |
| 09409  | San Vicente - Pza. San Roque                | 561B 651 2                                            |                          | Majadahonda        |      |
| 11855  | Santo Tomás - San Jaime                     | 561B 651 2                                            |                          | Majadahonda        |      |
| 10491  | Santo Tomás - Pza. Lealtad                  | 561B 651 2                                            |                          | Majadahonda        |      |
| 18613  | Neptuno - Alcalde Aurelio Tallón            | 561B 651 2                                            |                          | Majadahonda        |      |
| 18071  | Ctra. M516 - Rosalía de Castro              | 561B 2                                                |                          | Majadahonda        |      |
| 06245  | Ctra. Boadilla - Cementerio                 | 567 655 2                                             |                          | Majadahonda        |      |
| 08796  | Ctra. Boadilla - Urb. El Paular             | 567 655 2                                             |                          | Majadahonda        |      |
| 19400  | Av. Rey Juan Carlos I - El Paular           | 567 655                                               |                          | Majadahonda        |      |
| 08792  | Ctra. Pozuelo - Ins. Nacional de Sanidad    | 561 561A 561B 567 626 633 653 654 655 1               |                          | Majadahonda        |      |
| 12016  | Moreras - Escuela de Fútbol                 | 565 567 626 655 685                                   |                          | Majadahonda        |      |
| 11384  | Moreras - C. C. Centro Oeste                | 565 654                                               |                          | Majadahonda        |      |
| 17684  | Manuel Falla - Urg. Hospital Pta. De Hierro | 567 626 2                                             |                          | Majadahonda        |      |
| 17924  | J. Rodrigo - Hospital Puerta de Hierro      | 567 580 626 2                                         |                          | Majadahonda        |      |
| 17683  | Av. Oliva - Moreno Torroba                  | 567 580 626 653 655 2                                 |                          | Majadahonda        |      |
| 17725  | Av. Oliva - Ruperto Chapí                   | 567 580 626 653 655 2                                 |                          | Majadahonda        |      |
| 13004  | Av. Oliva - Velázquez                       | 653                                                   |                          | Majadahonda        |      |
| 12680  | Av. Oliva - Enrique Granados                | 653                                                   |                          | Majadahonda        |      |
| 15189  | Sarasate - Juzgados                         | 653 2                                                 |                          | Majadahonda        |      |
| 08786  | Ctra. Pozuelo - Centro de Prevención        | 561 561A 561B 565 659                                 |                          | Majadahonda        |      |
| 08784  | Ctra. Pozuelo - Urb. Monteclaro             | 561 561A 561B 565 659                                 |                          | Majadahonda        |      |
| 08782  | Ctra. Majadahonda - Av. Monteclaro          | 561 561A 561B 565 659                                 |                          | Majadahonda        |      |
| 08721  | Ctra. Majadahonda - Universidad             | 561 561A 561B 565 657 659                             |                          | Majadahonda        |      |
| 08703  | José Navarro Reverter - Felipe Alfaro       | 561 561A 561B 566 656A 657                            |                          | Pozuelo de Alarcón |      |
| 18368  | Ctra. M515 - Javier Fdez. Golfín            | 561 561A 561B 566 656A 657                            |                          | Pozuelo de Alarcón |      |
| 06478  | Antonio Becerril - Javier Fdez. Golfín      | 561 561A 561B 562 564 566 656 656A 657 3              |                          | Pozuelo de Alarcón |      |
| 06445  | Antonio Becerril - Ayuntamiento             | 561 561A 561B 562 564 566 656 656A 657 657A 815 1 2 3 |                          | Pozuelo de Alarcón |      |
| 08700  | Ctra. Carabanchel - Cirilo Palomo           | 561 561A 561B 562 564 566 657 657A 658 815 1 3        |                          | Pozuelo de Alarcón |      |
| 06884  | Av. Pablo VI - Rumanía                      | 560 561 561A 561B 562 657 658 815 1 3                 |                          | Pozuelo de Alarcón |      |
| 09047  | Av. Pablo VI - París                        | 560 561 561A 561B 562 566 657 657A 658 815 1 2 3      |                          | Pozuelo de Alarcón |      |
| 17666  | Av. Valdenigrales - Av. España              | 560 656 658 815                                       |                          | Pozuelo de Alarcón |      |
| 17667  | Av. España - Urb. Santa Teresa              | 560 656 658 815                                       |                          | Pozuelo de Alarcón |      |
| 09051  | Av. España - Pza. España                    | 560 656 815                                           |                          | Pozuelo de Alarcón |      |
| 11671  | Av. Juan XXIII - Av. Juan Pablo II          | 560 815                                               |                          | Pozuelo de Alarcón |      |
| 15696  | Av. Juan XXIII - Mártires Oblatos           | 560 815                                               |                          | Pozuelo de Alarcón |      |
| 15361  | P.º Concepción - Pza. Constitución          | 563                                                   |                          | Pozuelo de Alarcón |      |
| 08690  | María Benítez - Ctra. Benítez               |                                                       |                          | Pozuelo de Alarcón |      |
| 08691  | María Benítez - Cerezo del Paular           |                                                       |                          | Pozuelo de Alarcón |      |
| 06466  | Gómez Tejedor - Atlántico                   |                                                       |                          | Pozuelo de Alarcón |      |
| 10869  | Naranjo - Gómez Tejedor                     |                                                       |                          | Pozuelo de Alarcón |      |
| 10868  | Av. Vaguada Cerro Gamos - Naranjo           | 656A                                                  |                          | Pozuelo de Alarcón |      |
| 13203  | Av. Vaguada Cerro Gamos - Av. Isaac Albéniz |                                                       |                          | Pozuelo de Alarcón |      |
| 10006  | C.º Cerro de Los Gamos - Est. El Barrial    | 563 565 650A                                          | El Barrial               | Pozuelo de Alarcón |      |